# Affaire des viols collectifs de Bristol
L'affaire des viols collectifs de Bristol concerne un vaste groupe d'immigrés somaliens ayant commis des agressions sexuelles aggravées sur des mineures à Bristol, au sud-ouest de l'Angleterre. En novembre 2014, treize personnes ont été reconnues coupables de viol, prostitution de mineur, incitation à la prostitution de mineur, détournement de mineur et trafic sexuel d'êtres humains. La police indique alors enquêter sur 49 autres suspects. À ce moment, 48 victimes ont été identifiées. Comme dans les affaires similaires à Oxford, Derby, Rochdale, Rotherham et Telford, les victimes étaient presque toutes blanches, mais les violeurs d'origine somalienne plutôt que pakistanaise.

## Contexte
Depuis le début des années 1980 au début des années 2010, dans des villes d'Angleterre, plus de 4 000 enfants ont été abusés sexuellement, parfois torturés, parfois prostitués, par des bandes criminelles organisées ou des groupes informels d'hommes,. En 2011, une première série d'agressions sexuelles est rendue publique par la presse. Des enquêtes, conduites par des associations caritatives, puis le gouvernement britannique, ont permis d'éclaircir les faits, soulignant notamment l'incurie des services sociaux et de la police locale, et de prendre des mesures appropriées pour assurer la protection des enfants,. Dans certains cas, l'exploitation de mineurs durait depuis plus de 15 ans. L'appartenance ethnique et les origines culturelles des victimes, et, surtout, celles des criminels, ont focalisé l'attention des médias et de l'opinion publique dans tout le pays,,.

## Crimes
Le groupe, dont les membres incluaient Said Zakaria, Abdirashid Abdulahi, Mohamed Dahir, Liban Abdi, Jusef Abdirizak, Mohamed Jumale, Abdulahi Aden, Arafat Ahmed Osman et Idleh Osman, abusa et prostitua ses victimes à Bristol dans des hôtels, des maisons privées, des parcs et des toilettes publiques. Certains de ses membres étaient vendeurs de drogue (héroïne et cocaïne), tandis que d'autres furent décrits comme « bien éduqués avec de bonnes perspectives ». Comme dans les affaires similaires en Grande-Bretagne, leurs victimes étaient généralement des « filles vulnérables » en théorie prises en charge par les services sociaux. Le gang a contraint les filles à des relations sexuelles par de petits paiements, des cadeaux en drogues ou en alcool, et en les persuadant que les relations sexuelles avec de multiples partenaires faisaient partie de la « culture et de la tradition somalienne »[source insuffisante]. Dans un interrogatoire de la police, Zakaria déclarait, parlant de deux victimes de 13 ans, que ce sont des « salopes » qui savaient qu'elles ne servaient qu'à « sucer des bites et à dégager ».

## Réaction à Bristol
The Guardian rapporte que l'affaire  a créé une « énorme préoccupation » à Bristol et y a envoyé des « ondes de choc » dans la communauté somalienne. Muna Abdi, président du forum somalien à Bristol, a déclaré que ces crimes « étaient des actes maléfiques... tout à fait condamnés » par la communauté. Hugh Sherriffe, directeur régional de l'œuvre caritative Barnardo's, a déclaré que l'affaire n'était que le sommet de l'iceberg et que des affaires similaires étaient encore en cours à Bristol et dans le reste du pays. Des investigations sont en cours par la police à Bristol pour des affaires similaires concernant « 49 autres suspects » de « diverses communautés et ethnicités ».
À la suite de cette condamnation, un chef d'établissement scolaire a écrit dans la section éducation du Guardian comment « les écoles n'arrivaient plus à assumer la vague d'exploitation sexuelle pédophile ». Le chef d'établissement a exprimé sa consternation devant la façon dont l'appartenance ethnique des criminels a nui aux relations entre les communautés et a décrit comment il avait été nécessaire de consacrer le mois précédent le verdict à « redoubler d'efforts contre le racisme ». Le chef d'établissement a noté comment les communautés étaient abattues et démoralisées par « l'ampleur de l'affaire » et redoutant des « affaires restant à sortir ».